# Araslöv
Araslöv är ett gods i Färlövs socken i Kristianstads kommun i Skåne. 

## Namnet
Namnet skrevs 1320 Alwarslöfh. Efterleden är löv, 'arvegods'. Förleden innehåller troligen mansnamnet Alvar.
Risken är stor att Araslöv sammanblandas med antingen Åraslöv i Vinslövs socken eller Åraslöv i Nosaby socken. Ett sådant exempel på sammanblandning är ett kopiebrev från 1400-talet i vilket ärkebiskop Peder Lycke donerar gårdar i "Areslöf i Vithingslöf socken". Denna källa har av Riksarkivet felaktigt sorterats under Araslöv istället för under Åraslöv i Vinslövs socken .

## Historia
Egendomens första kända ägare Truid Jensen Galen är omnämnd 1320. Godset har gått i arv fram till 1991. Den tillhörde under den danska tiden bland annat ätterna Galen och Thott.
Araslöv var en huvudgård genom hela medeltiden, men under 1500-talet gick den upp i Färlövsholms gård och försvinner ur källorna. På 1630-talet ägdes Färlövsholm och Araslöv av Maren Ovesdotter Urup och Christoffer Ulfeldt. Han beslöt att bygga upp Araslöv som en ladugård under Färlövsholm. På kort tid tog Araslöv helt över i betydelse. 1682 hade Färlövsholm ingen egen odling, utan all produktion låg under Araslöv.  
Araslövs ladugård brändes år 1612 under svenske kungen Gustav II Adolfs härjning i nordöstra Skåne. Under Skånska kriget, 1675–1679, brändes Araslöv igen, den här gången av danska trupper. Araslövs ladugård ägdes då av Ebbe Ulfeldt, som efter sin död lämnade ett kraftigt skuldsatt och misskött arv till sina döttrar Anna Catharina, Christina och Sophie Marie. Mellandottern Christina Ulfeldt tog över Araslöv, men arvet drogs in till kronan på grund av faderns stora skulder. Christina blev därmed arrendator på sin egen gård fram till 1696.
Christina Ulfeldt är en av de mer framträdande personerna i Araslövs historia. Hon flyttade huvudgården från Färlövsholm till Araslöv, lät mellan åren 1683 och 1686 bygga såväl en helt ny mangårdsbyggnad i två våningar med källare, som flyglar till denna och flera ekonomibyggnader. Christina Ulfeldt drev Araslöv med fast hand och hon var flitig att vända sig till olika myndigheter och överhetspersoner för att få till stånd bästa möjliga förutsättningar för en lönsam drift av Araslöv. Flera av hennes brev, så kallade suppliker, är bevarade på Lunds Landsarkiv. År 1696 gifte sig Christina Ulfeldt med major Carl Gustav Bonde. De rikedomar som mannen förde med sig innebar att hon kunde lösa ut Araslöv från kronan.
Efter Carl Gustav Bondes och Christina Ulfeldts död ärvdes Araslöv av Sofia Elisabeth Ridderschantz, systerdotter till Christina. Sophia Elisabeth  kallades "skånska prinsessan" med anledning av att hon var släkt med såväl Fredrik IV av Danmark, Karl XII av Sverige och kung August av Polen. Hon sägs ha haft överdådiga vanor, hållit eleganta fester på Araslöv och färdats kungligt med förridare och trumpetare. År 1722 skulle Sophia Elisabeth gifta sig med Georg Bogislaus Staël von Holstein men bröllopet fick ställas in eftersom Georg Bogislaus hustru, som man trodde hade dött i ryskt fångläger, dök upp. Sophia Elisabeth förblev ogift i 39 år i väntan på Georg Bogislaus. Den 30 oktober 1761 gifte hon sig till slut med översten och änklingen Georg Bogislaus Staël von Holstein.
Sophia Elisabeth Ridderschantz förvaltade sitt arv väl. Hon lät bland annat grunda ett tegelbruk, uppföra en ny stor ekonomibyggnad, bygga Färlövs sockens första fattighus och första skolhus. Vid hennes död gick Araslöv i arv till systerdottern Hedvig Sophia Winterfeldt och genom henne kom Araslöv sedan till släkterna Wrangel och Hamilton.
Under 1800-talet genomgick landskapet kring Araslöv och i Färlövs socken en total omvandling. Denna påbörjades genom att greve Carl Adam Wrangel styckade av säteriets ägor. Han lät bilda "farmer", plattgårdar, som arrenderades ut till ståndspersoner. De underlydande arrendeböndernas kontrakt sades upp och deras gårdar revs. Detta ledde bland annat till att hela Färlövs by försvann. I villkoren för farmernas arrende ingick bland annat krav på uppodling och plantering av fruktträd och alléer. Detta ledde till att Färlövs socken fick en speciell karaktär med många och långa alléer, oftast med alm men även med poppel. Efter CA Wrangels död fortsatte sonen Henning Wrangel skiftet av säteriets mark och bildandet av farmer, ett arbete som sedan bröderna Hugo och Malcolm Hamilton fortsatte och slutförde.          
Den första farmen som bildades var Wrangelsberg (ca 1800). Den följdes sedan av Sofieberg (1803), Sofiedal (1805), Hamiltonhill (1807), Harastorp (1811), Gustafsfält (1813), Skottlandshus (1815), Wrangelsdal (1816), Ulriksdal (1820-21), Adinal (1841), Kristineberg (1847) och Karpalund (1863).
Under 1900-talet hyrdes Araslövs huvudbyggnad ut till landstinget. På Araslövs sjukhem vårdades kvinnor med psykisk ohälsa. Lantbruket till säteriet arrenderades ut, och så görs fortfarande.
I slutet av 1980-talet skedde nästa stora förändring av landskapet kring Araslöv. Den dåvarande ägaren, Gunnila Mannerstråle, lät anlägga en golfbana. Denna har sedan byggts ut och drivs idag av Araslövs golf och resort.

## Byggnaderna
Den nuvarande huvudbyggnaden uppfördes 1807 och ersatte då en huvudbyggnad bestående av ett två våningar högt corps-de-logi flankerat av två flyglar. Denna huvudbyggnad var sannolikt den som Christina Ulfeldt lät uppföra på 1680-talet. Den finns avbildad på en målning från 1780-talet av Anders Sigfrid Rålamb.
Dagens huvudbyggnad uppfördes alltså 1807, men då bara i en våning. Den byggdes på 1833 med ytterligare en våning och 1848 höjdes den till tre våningar. Två bevarade brandförsäkringsprotokoll från 1838 och 1850 ger en bra bild av såväl huvudbyggnaden som ekonomibyggnaderna (ladugården). Under 1960-talet gjordes ytterligare en omfattande ombyggnad av Araslövs huvudbyggnad. Då togs hela den tredje våningen bort.
Ladugården har sedan slutet av 1700-talet bestått av fyra vinkelställda längor kring en stenlagd ladugårdsplan. Den stora längan i söder uppfördes under Sophia Elisabeth Ridderschantz tid som ägare och ankarjärn på gavelröstena bildar hennes initialer samt årtalet 1735. I varje hörn sitter inmurade kalkstensplattor med citat ur Bibeln, tyvärr är de idag kraftigt vittrade, men i sydvästra hörnet urskiljs ett utdrag ur Jobs bok: ”Ty han sargar och läker. Han slår och hans hand helar”.

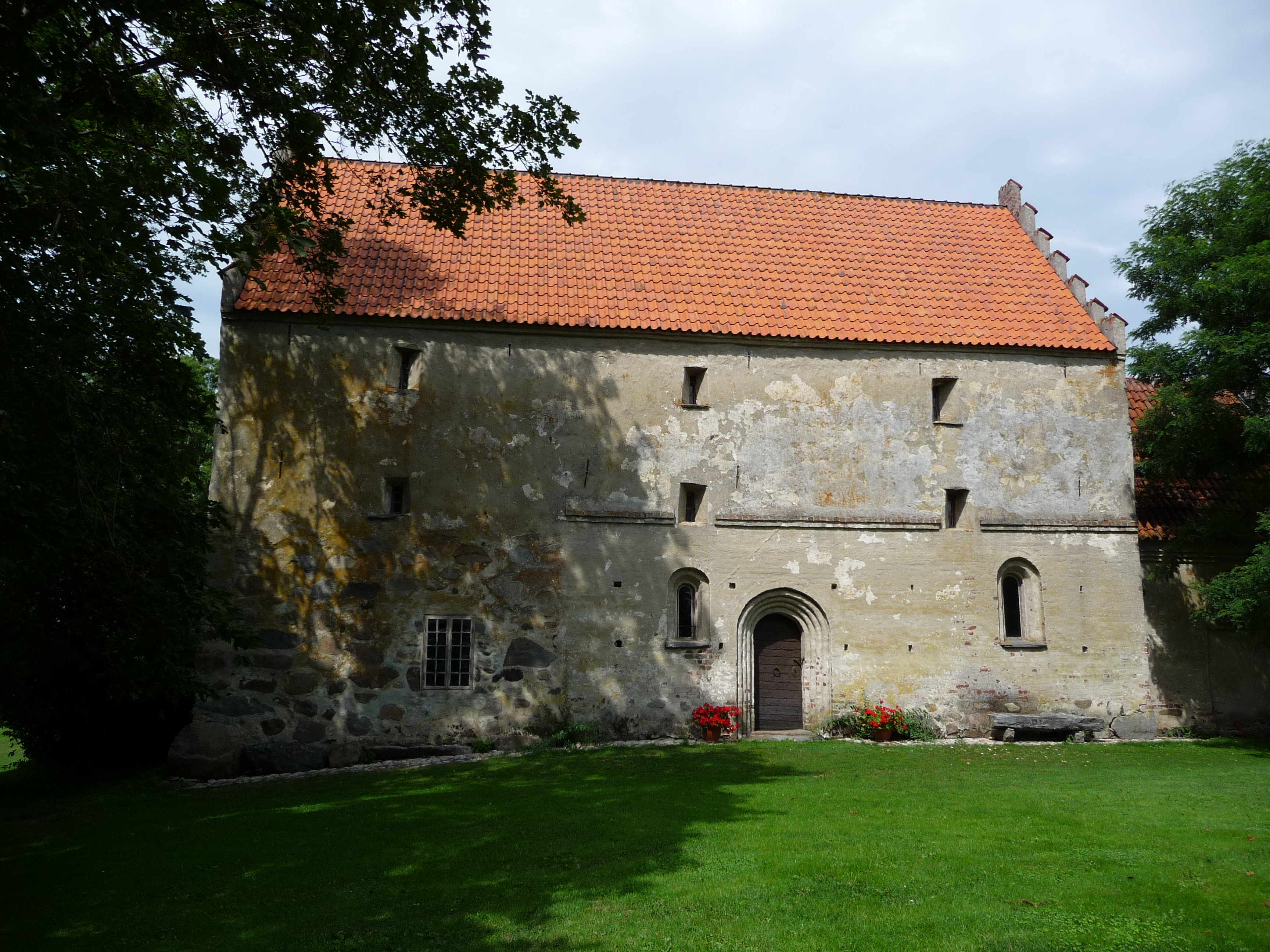
Araslövs kyrka

Till Araslövs säteri hör även Araslövs kyrka. Den ligger invid huvudbyggnaden och den gamla trädgården. Kyrkan är en tegelkyrka från 1200-talet, men avvikelser i stengrunden tyder på att den haft en föregångare av sten. Kyrkan togs ur bruk efter skånska kriget 1675–1679, och kom sedan att användas som magasin och bostad fram till 1920-talet. Därefter restaurerades den och används idag vid enstaka tillfällen under sommartid för gudstjänster, dop och bröllop. Kyrkan och dess historia presenteras utförligt i en bok utgiven 2016 av Ingela Frid och Nils-Åke Sjösten.

## Riksintresse för kulturmiljövården
Araslöv och Araslövs farmer är riksintresse för kulturmiljövården. Riksantikvarieämbetets motivering av riksintresset lyder:
| ”                                                                                           | Odlingslandskap präglat av stora dikningsföretag i samband med enskiftet 1780 och de då bildade s.k farmerna med ståndsmässiga byggnader, som gav området ett högt såväl landskaps- som byggnadshistoriskt värde. Farmerna har huvudbyggnader i klassicerande arkitektur och gårdsmönster med mangårdsbyggnad och trädgård skild från ekonomibyggnaderna. Alléerna är ett viktigt inslag i landskapsbilden. I området ingår även Färlövs 1100-talskyrka. | „ |
| – Områden av riksintresse för kulturmiljövården i Skåne län (M) enligt 3 kap 6§ miljöbalken | |   |